# Länsväg 293
Länsväg 293 är en primär länsväg i Dalarnas län. Den går sträckan Norr Amsberg – Falun.
Länsväg 293 har sin östra ändpunkt vid E16 och riksväg 50 på Hanröleden i Falun. Vägen passerar utanför Faluns stora industriområde Ingarvet innan vägen börjar en lång stigning förbi Gamla Berget och Korsgården. Här lämnar man Falun och kommer in i ett stycke där vägen är lite krokig och går genom skogen. Dock passeras flera mindre byar.
9 kilometer väster om Falun finns en avfart mot Aspeboda. 293 fortsätter västerut mot Stråtenbo och Smedsbo. Vid Smedsbo kan man svänga av både mot Aspeboda och Rexbo. 15 kilometer väster om Falun går vägen in i Borlänge kommun och nästan direkt, vid Ängesgårdarna, finns en avfart mot Borlänge. Efter Ängesgårdarna är det inte så mycket skog, och vägen följer Dalälven någon kilometer i det som lokalt brukar kallas "världens längsta kurva" innan man kommer fram till en avfart mot Norr Amsberg, som passeras innan vägen via en korsning kommer ut på E16 och riksväg 70.
Cykelväg med belysning finns på hela sträckan Falun - Ängesgårdarna (och vidare mot Borlänge).

## Anslutande vägar
| Väg            | Ort          |
| -------------- | ------------ |
| E16/Riksväg 70 | Norr Amsberg |
| E16/Riksväg 50 | Falun        |